# Allochem

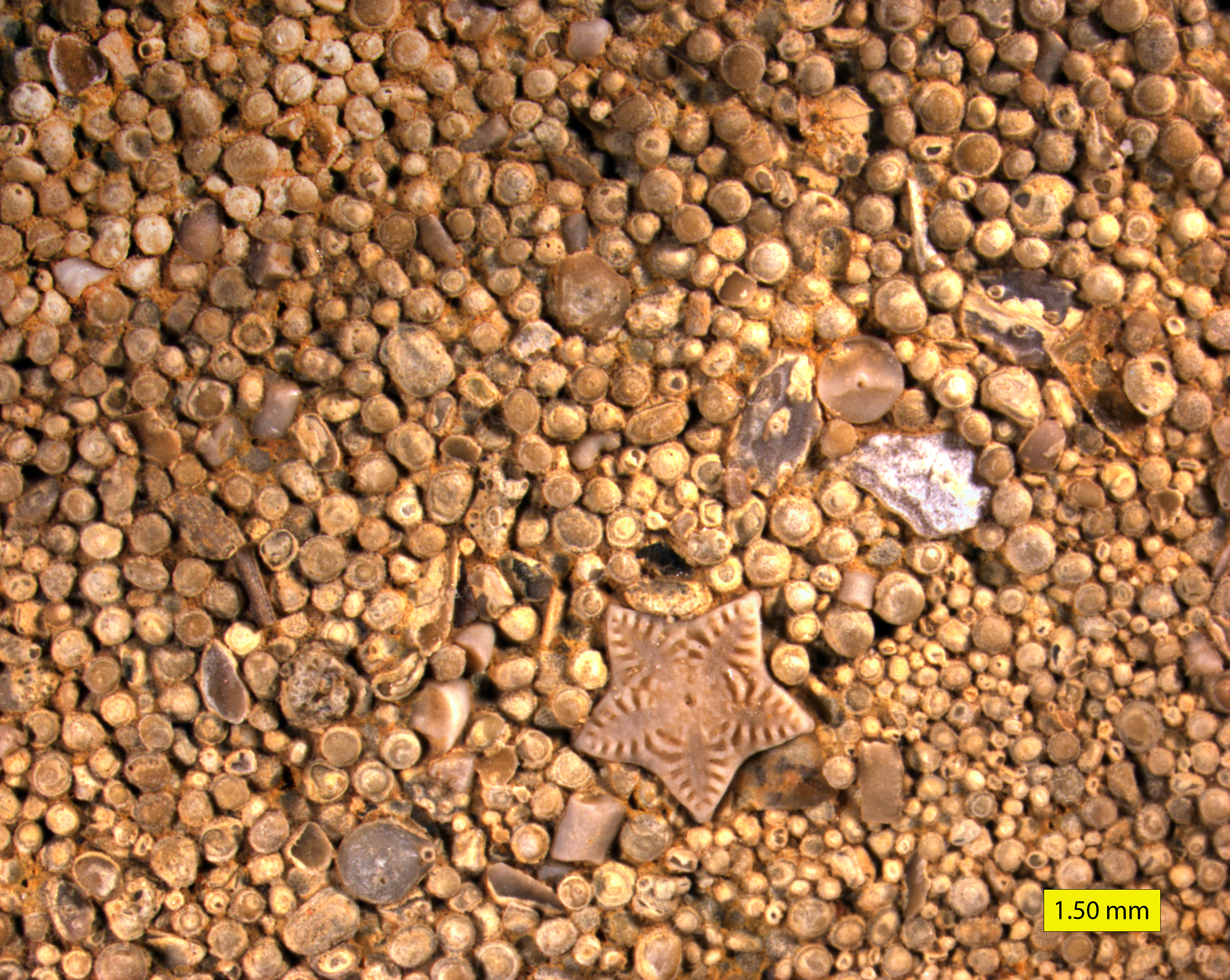
Ooids trên bề mặt của đá vôi; Thành hệ Carmel (Giữa kỷ Jura) ở miền nam Utah, Hoa Kỳ. Hạt lớn nhất có đường kính 1,0 mm

Allochem là một thuật ngữ được Robert Folk sử dụng để mô tả "các hạt" có thể nhận ra trong đá cacbonat. Bất kỳ mảnh nào có kích thước từ 0,5 mm trở lên có thể được coi là một allochem. Ví dụ sẽ bao gồm ooid, peloid, oncolit, pellet, hóa thạch hoặc các mảnh vỡ cacbonat có sẵn. Mảnh vỡ vẫn được gọi là allochem nếu chúng đã trải qua biến đổi hóa học – ví dụ nếu một vỏ aragonit đã tan ra và sau đó bị thay thế bởi canxit, thay thế đó vẫn được coi là một allochem.
Các allochem thường chìm trong một chất nền micrit (bùn vôi) hoặc canxit hạt thô.